# 이반성초등학교
이반성초등학교는 대한민국 경상남도 진주시 이반성면 하곡리에 있는 공립 초등학교이다.

## 학교 연혁
- 1927년 4월 23일 이반성공립보통학교(4년제) 개교(용암리 432)
- 1938년 4월 1일 이반성공립심상소학교(6년제)로 개칭[1]
- 1941년 4월 1일 이반성공립국민학교로 개편[2]
- 1947년 2월 28일 진산국민학교 분리
- 1950년 4월 1일 이반성국민학교로 개명[3]
- 1955년 5월 5일 정수분교장 개교
- 1958년 4월 24일 정수국민학교 분리
- 1969년 8월 2일 학교 위치 이전(하곡리 976)
- 1970년 5월 13일 강당 준공(100평)
- 1984년 6월 25일 병설유치원 개원
- 1993년 3월 1일 정수분교장 통합
- 1996년 3월 1일 이반성초등학교로 개칭[4]
- 1999년 3월 1일 진산분교장 통합
- 2005년 1월 22일 교문 신축, 게시판, 주차장 확장
- 2012년 10월 23일 숲마루 야외학습장 개장
- 2014년 1월 17일 과학실 및 화장실 준공
- 2016년 5월 2일 골프연습장 개장
- 2017년 6월 28일 풍욕담 생태탐방로 준공
- 2019년 9월 1일 제30대 황인혜 교장 부임
- 2020년 4월 20일 주출입로(통로) 정비 공사
- 2020년 11월 1일 본관동 출입문 및 창호 교체 공사
- 2021년 2월 9일 제90회 졸업장 수여식(남1, 여1, 계2명, 졸업생총수: 2,990명)

## 학교 상징
- 교화 - 개나리 : 용기, 희망
- 교목 - 은행나무 : 꿋꿋한 기상

## 참고 자료
- 이반성초등학교 - 한국교육학술정보원 학교알리미